# Protaetia nox
Protaetia nox är en skalbaggsart som beskrevs av Oliver Erichson Janson 1876. Protaetia nox ingår i släktet Protaetia och familjen Cetoniidae. Inga underarter finns listade i Catalogue of Life.